# Сітківка
Сіткі́вка (лат. retina) — внутрішня світлочутлива оболонка ока хребетних і деяких молюсків, у якій розміщені фоторецептори.
Світло після проходження через рогівку, водянисту вологу камер ока, кришталик, скловидне тіло потрапляє на сітківку і там перетворюється на нервові імпульси, які прямують у центральну нервову систему.
У 1970-х роках науковець Клаус Шультен розробив модель можливого збудження білків криптохрому у фоторецепторах у сітківці ока.  

## Частини і межі
Найбільша частина внутрішньої поверхні сітківки ока — зорова частина сітківки (pars optica retinae) — містить фоторецептори. У передній частині очного яблука, на 3 см позаду циліарного тіла (corpus ciliarae), є зубчастий край (ora serrata) — місце переходу зорової частини в сліпу частину сітківки (pars caeca retinae, лат. caecus — сліпий), яка своєю чергою ділиться на циліарну і райдужну частини. Одночасно це єдине місце щільного сполучення пігментної частини сітківки (pars pigmentosa) з нервовою частиною сітківки (pars nervosa). Пігментна частина сітківки — це зовнішній шар — пігментний епітелій сітківки, який тісніше зв'язаний з судинною оболонкою і рихло — з іншою частиною сітківки.
Ззовні є судинна оболонка, яка забезпечує поживними речовинами зовнішні шари сітківки. Всередині розміщене скловидне тіло (corpus vitreum). У місці диску зорового нерву сітківка переходить у зоровий нерв, який містить нервові волокна гангліонарного шару.
Передньою або дистальною частиною сітківки називають ту, яка розташована ближче до передньої частини очного яблука, тобто ближче до райдужки, циліарного тіла, кришталика і рогівки.
Задньою або проксимальною частиною сітківки називають розташовану на стінці очного яблука, протилежної до рогівки. Крім того, розрізняють скроневий і назальний (в сторону носа) напрямок.
Світлосприймаюча частина сітківки (фоторецептори фотосенсорного шару) розташована ближче до зовнішньої стінки очного яблука. Для того, щоб дістатися до них, світло має пройти майже через всю товщу сітківки.

## Макроскопічний вид сітківки, дно ока

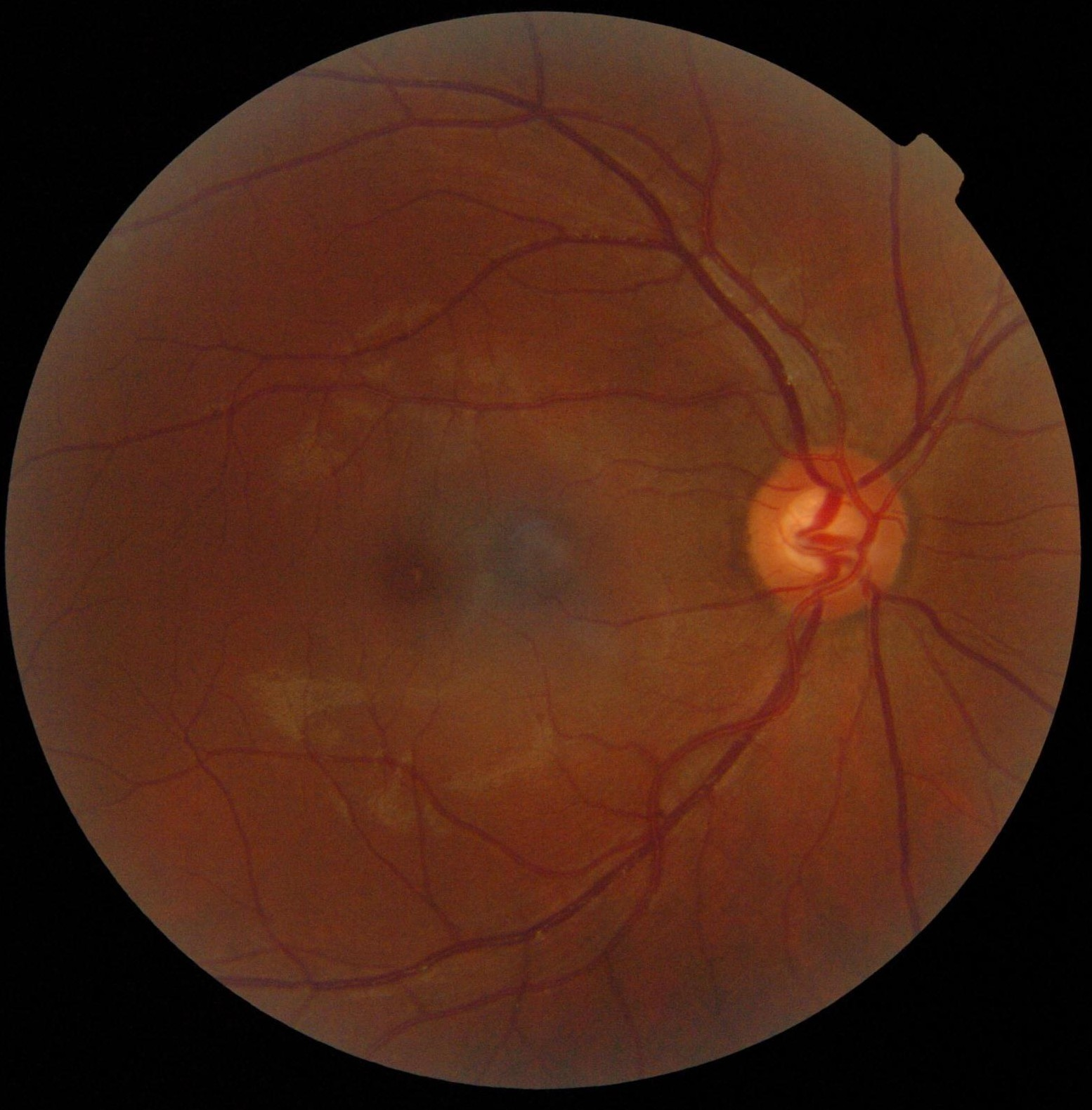
Вид дна ока при офтальмоскопії. У центрі знаходиться жовта пляма, справа — диск зорового нерву.

При огляді дна ока (fundus oculi або fundus) через безбарвну нервову частину сітківки проглядається пігментний епітелій сітківки (пігментована частина) і ще глибше залягаюча судинна оболонка, ступінь забарвлення якої може варіювати.
Приблизно на 15° назально від оптичної осі знаходиться місце виходу зорового нерву. Воно являє собою світло червоне овальне підвищення, яке чітко видно на фоні коричневого фону — диск зорового нерву (в середньому має діаметр 1,5 мм).

### Сліпа пляма
Сліпою плямою називається місце в полі зору, на яке проектується зоровий нерв. У цьому місці нервові волокна клітин гангліонарного шару пронизують всі шари сітківки і збираються позаду очного яблука, щоб сформувати очний нерв. Фоторецептори тут відсутні.
Оскільки поля зору обох очей перекриваються, то сліпа пляма одного ока покривається візуальною ділянкою іншого. Однак навіть коли дивитися одним оком сліпу пляму можна виявити лише за допомогою спеціальних тестів, тому що зорова система використовує інформацію, отриману від сусідніх рецепторів, для доповнення зображення.

### Судини сітківки, жовта пляма
Від сосочка зорового нерву відходять дві судини сітківки (артеріола і венула сітківки), які поділяються на верхні та нижні гілки, від яких, як правило, своєю чергою, відходять назальні та скроневі гілки. Венула і артеріола відрізняються між собою за кольором і діаметром. Скронева гілка дугоподібно огинає жовту пляму (macula lutea), діаметр якої становить близько 3-5 мм. Поняття жовта пляма ввів у 1779 році Самюель Томас фон Зоммеринг, який перший помітив жовто забарвлене поле сітківки. Жовта пляма є єдиною забарвленою частиною сітківки, містить жовтий пігмент лютеїн.
Центр жовтої плями є злегка заглибленим і утворює центральну ямку (fovea). Навколо центральної ямки сітківка має невелике валикоподібне потовщення.
Жовта пляма є місцем найкращого бачення. Тут сітківка є стоншеною, кількість шарів менша ніж у сусідніх ділянках, що полегшує потрапляння світла на фоторецептори. Чітке зображення з жовтої плями необхідне, наприклад, для читання. Сусідні ділянки сітківки служать в основному для сприйняття оточуючого середовища боковим зором. При тяжких пошкодженнях жовтої плями, наприклад при віковій макулодистрофії, втрачається здатність читати і водити авто.

## Нервові клітини сітківки

Будова сітківки. Світло направлене зліва направо.

На поперечному зрізі сітківки під світловим мікроскопом видно її незвичайну шарову будову, бідні та багаті на клітинні ядра шари почергово змінюють один одного.
Нервові клітини сітківки можна поділити на три групи:
- Світлосприймаючі фоторецепторні клітини, які перетворюють світло на нервові імпульси. До них належать палички і колбочки, іноді виділяють ще один тип клітин — фоточутливі гангліонарні клітини.
- Проміжні клітини деякою мірою перетворюють нервові імпульси, отримані від фоторецепторів, в самій тканині сітківки. До них належать горизонтальні клітини, біполярні клітини і амакринові клітини.
- Гангліонарні клітини проводять перероблену інформацію з очного яблука до центральної нервової системи.

### Фоторецептори

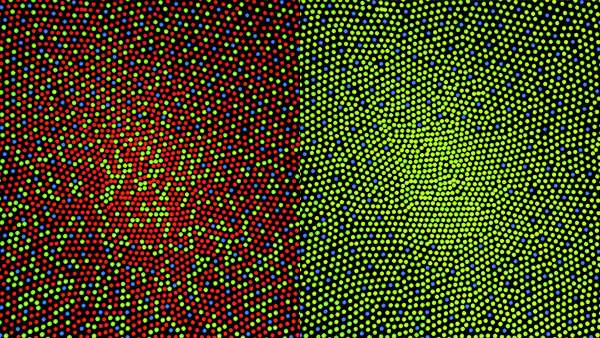
Ілюстрація розподілу колбочкових клітин у центральній ямці особи з нормальним колірним зором (ліворуч), та сітківки з колірною сліпотою (дальтонізмом). Помітно, що центр ямки містить мало клітин, чутливих до синього кольору.

Фоторецепторам поміж інших клітин сітківки надають особливого значення, оскільки вони і є власне світлочутливим типом клітин. Фоторецептори — це високополярні клітини, які мають зовнішній і внутрішній сегменти, тіло і аксон зі спеціалізованим синапсом на кінці. Найчастіше в сітківці виділяють два типи фоторецепторів — палички та колбочки. Палички спеціалізуються на баченні при слабкому освітленні, колбочки відповідальні за колірний зір. Іноді виділяють третій тип фоторецепторних клітин це — фоточутливі гангліонарні клітини, які мають відношення до синхронізації внутрішнього годинника циркадного ритму з часом доби.

Чутливість (Empfindlichkeit) трьох видів колбочок до довжини електромагнітних хвиль (Wellelänge). Чорним позначена чутливість паличок.

Люди є трихроматами, тобто вони мають три типи колбочок, кожен вид яких чутливий до різної довжини електромагнітних хвиль. Простіше кажучи, розрізняють колбочки чутливі до червоного, зеленого і синього світла. Щоб відтворити інші кольори і відтінки, нервова система комбінує сигнали трьох видів колбочок. Колбочки менш чутливі до світла ніж палички, тому сприйняття кольору вночі спотворюється, так званий ефект Пуркіньє. Відоме висловлювання: «Вночі всі коти сірі». Мається на увазі, що палички передають все в чорному й білому кольорах.
Уже навіть кілька світлових частинок (фотонів) можуть активувати одну паличку. Однак для того, щоб сітківка сигналізувала про присутність світла, має активуватись значно більше паличок. Для прийому фотонів на мембранних дисках фоторецепторів міститься закладений зоровий пігмент родопсин, світло призводить до зміни його конформації. Потім запускається ферментний каскад передачі сигналів, який врешті призводить до активізації нервових клітин (як паличок, так і колбочок). За роз'яснення значення ретиналю американський біохімік Джордж Вальд у 1967 році отримав Нобелівську премію.
Можливо, до фоторецепторів належить і третя група світлочутливих клітин, що містить пігмент меланопсин. Цей тип клітин відкритий зовсім недавно і ще відносно недосліджений. Повідомляється, що меланопсинові клітини є фоторецепторами і відіграють важливу роль у функціонуванні внутрішнього годинника. Вони посилають сигнали до супрахіазмального ядра, в якому генерується циркадний ритм і часова інформація передається далі тілу (див. хронобіологія). Згідно з новими дослідженнями гангліонарні клітини мають відношення і до зіничного рефлексу.

### Горизонтальні, амакринові та біполярні клітини
Горизонтальні клітини сполучають між собою фоторецептори. Також вони сполучаються між собою самі за допомогою щілинних контактів. Одна з функцій горизонтальних клітин полягає в латеральному гальмуванні сусідніх фоторецепторів.
Біполярні клітини отримують імпульси від фоторецепторів. У ссавців залежно від виду тварин розрізняють 8-12 типів біполярних клітин, які контактують з колбочками — колбочкові біполярні клітини і один тип біполярних клітин, який контактує з паличками — паличкові біполярні клітини. При цьому розрізняють on- і off-біполярні клітини. On-біполярні клітини на попадання світла відповідають деполяризацією, а off-клітини — гіперполяризацією.
Біполярні клітини передають імпульси на амакринові клітини. Ці клітини, подібно до горизонтальних, служать для горизонтального і вертикального сполучення нейронної сітки у відповідному шарі сітківки і одночасно проводять модуляцію переробки імпульсів. Існує понад 30 типів амакринових клітин. Один з них, так звані А2-амакринові клітини, проводять сигнали з паличкових біполярних клітин на колбочкові біполярні клітини і таким чином з'єднують обидва шляхи. Іншим типом амакринових клітин є так звані зірчасті клітини, вони беруть участі в чіткому баченні при рухах..

### Гангліонарні клітини
Біполярні та амакринові клітини передають імпульси на гангліонарні клітини. Вони є вихідними нейронами сітківки і проводять інформацію через зоровий нерв до наступної проміжної станції в мозку, до латеральних колінчастих тіл. Розрізняють приблизно 20 типів гангліонарних клітин.

## Шари сітківки
Сітківка хребетних є інвертованою, тобто фоточутливі клітини — фоторецептори лежать ближче до судинної оболонки ока, гангліонарні клітини, аксони яких формують зоровий нерв зі сторони скловидного тіла. Тому світлу для того, щоб дістатися фоторецепторів необхідно пройти майже через усю товщу сітківки, а потім нервовим імпульсам необхідно подолати зворотний шлях до внутрішнього сітчастого шару. Звідси в місці диска зорового нерву знову повернути в сторону задньої частини очного яблука і сформувати зоровий нерв.
У здоровій сітківці можна розрізнити наступні шари (в напрямку проходження світла, від скловидного тіла до хоріоідеї):
- Внутрішня погранична мембрана
- Шар нервових волокон
- Гангліонарний шар
- Внутрішній сітчастий шар
- Внутрішній ядерний шар
- Зовнішній сітчастий шар
- Зовнішній ядерний шар
- Зовнішня погранична мембрана
- Фотосенсорний шар
- Пігментний епітелій сітківки

## Захворювання сітківки
До них належать:
- Діабетична ретинопатія — ускладнення (погано контрольованого) цукрового діабету.
- Ретиніт — запалення сітківки, як правило, двобічне.
- Макулодистрофія
- Відшарування сітківки
- Оклюзія судин (ішемія, інфаркт)
- Центральна серозна ретинопатія
- Пігментозна ретинопатія
- Гіпертонічна ретинопатія
- Екламптична ретинопатія
- Ретинопатія недоношених
- Ретиношизис
- Тромбоз центральної вени сітківки

## Методи обстеження
Стандартними методами обстеження сітківки є офтальмоскопія з оглядом дна ока. Вона проводиться за допомогою винайденого очного дзеркала Германом фон Гельмгольцом у 1851 році.
В останні десятиліття з'явилися й інші методи обстеження сітківки:
- Відносно новим і технічно досконалим є оптична когерентна томографія.

Інші методи обстеження:
- Електроретинограма
- Електроокулограма

Стан кровопостачання сітківки:
- Флуоресцентна ангіографія

## Штучна сітківка
Науковці з американського Університету Джонса Гопкінса штучно виростили людську сітківку.